# Internationale Bond van Bouw- en Houtarbeiders
De Internationale Bond van Bouw- en Houtarbeiders (IBBH), ook bekend als de Internationale Federatie der Bouw- en Houtbewerkers (IFBH), was een internationaal vakbondssecretariaat. 

## Onomastiek
De internationale benamingen waren in het Engels International Federation of Building and Wood Workers (IFBWW), in het Frans Fédération internationale des travailleurs du bâtiment et du bois (FITBB), in het Spaans Federación Internacional de Trabajadores de la Construcción y la Madera (FITCM) en in het Duits Internationaler Bund der Bau- und Holzarbeiter (IBBH).

## Historiek
De IBBH werd opgericht op 1 april 1934 naar aanleiding van de fusie van de International Federation of Woodworkers (IFW) en de International Federation of Building Workers (IFBW). Datzelfde jaar sloten ook de International Secretariat of Painters and Allied Trades (ISPAT) en de International Secretariat of Stone Masons (ISSM) zich aan bij deze vakbondsfederatie.
Op 8 december 2005 fuseerde de IFBH met de World Federation of Building and Wood Workers (WFBW) tot Building and Wood Worker's International (BWI).
Een groot deel van het archief (ca. 92 meter) bevindt zich in het Archiv der sozialen Demokratie (AdsD) van de Friedrich Ebert Stiftung (FES) te Bonn en strekt zich uit over de periode 1884 tot 1998.

## Structuur
De hoofdzetel was aanvankelijk gevestigd te Amsterdam. In 1951 werd het hoofdkantoor verhuisd naar de Ewaldsgade 5 te Kopenhagen en in 1971 naar de Route des Acacias 54 te Carouge. De eerste voorzitter was de Brit Richard Coppock en de eerste algemeen secretaris de Nederlander Jaap van Achterbergh. De laatste voorzitter was de Nederlander Roel de Vries en de laatste algemeen secretaris de Zweed Ulf Asp. In 1975 verdedigde de organisatie de belangen van circa 2.200.000 leden, in 2005 was dit aangegroeid tot circa 10.000.000 leden wereldwijd. 

### Bestuur
| Periode     | Voorzitter      |
| ----------- | --------------- |
| 1934 - 1960 | Richard Coppock |
| 1960 - 1966 | Dore Smets      |
| 1966 - 1969 | James Mills     |
| 1969 - 1985 | Bram Buijs      |
| 1985 - 1993 | Konrad Carl     |
| 1993 - 1997 | Bruno Köbele    |
| 1997 - 2005 | Roel de Vries   |

| Periode     | Algemeen secretaris  |
| ----------- | -------------------- |
| 1934 - 1948 | Jaap van Achterbergh |
| 1948 - 1951 | Jan Leliveld         |
| 1951 - 1966 | Arne Hagen           |
| 1967 - 1989 | John Löfblad         |
| 1989 - 2005 | Ulf Asp              |

### Congressen
| Congres | Datum                | Locatie      |
| ------- | -------------------- | ------------ |
| …       |                      |              |
| 10      | 23-25 september 1963 | Lugano       |
| 11      | 4-7 juli 1966        | Oslo         |
| 12      | 16-19 september 1969 | Tel Aviv     |
| 13      | 11-13 oktober 1972   | Oostende     |
| 14      | 27-29 augustus 1975  | Stockholm    |
| 15      | 21-24 augustus 1978  | Wenen        |
| 16      | 23-27 november 1981  | Madrid       |
| 17      | december 1985        | Genève       |
| 18      | 4-7 december 1989    | Singapore    |
| 19      | 4-7 oktober 1993     | Den Haag     |
| 20      | 3-5 september 1997   | Harare       |
| 21      | 4-6 september 2001   | Kopenhagen   |
| 22      | 9 december 2005      | Buenos Aires |